# Éric Bélanger
Éric Bélanger (ur. 16 grudnia 1977 w Sherbrooke, Quebec) – kanadyjski hokeista.

## Kariera klubowa
- Magog Cantonniers (1993-1994)
- Beauport Harfangs (1994-1997)
- Rimouski Océanic (1997)
- Fredericton Canadiens (1997-1998)
- Springfield Falcons (1998-1999)
- Long Beach Ice Dogs (1999)
- Lowell Lock Monsters (1999-2000)
- Los Angeles Kings (2000-2004, 2005-2006)
- HC Bolzano (2004-2005)
- Carolina Hurricanes (2006-2007)
- Atlanta Thrashers (2007)
- Minnesota Wild (2007-2010)
- Washington Capitals (2010)
- Phoenix Coyotes (2010-2011)
- Edmonton Oilers (2011-2013)
- Awtomobilist Jekaterynburg (2013)

Występował w rozgrywkach QMJHL, AHL, IHL i NHL w latach 2000-2013. W lipcu 2011 został zawodnikiem Edmonton Oilers, związany trzyletnim kontraktem. Przed upływem umowy w lipcu 2013 klub wykupił jego kontrakt i hokeista został wolnym agentem. Wkrótce po tym, w połowie lipca 2013 został graczem rosyjskiej drużyny Awtomobilist Jekaterynburg w rozgrywkach KHL. Po rozegraniu siedmiu meczów w sezonie KHL (2013/2014), z zerowym dorobkiem punktowym, pod koniec września 2013 podjął decyzję o zakończeniu kariery.

## Sukcesy
Klubowe
- Mistrzostwo dywizji QMJHL: 1995, 1996 z Beauport Harfangs
- Mistrzostwo dywizji NHL: 2008 z Minnesota Wild